# Ágios Sérgios
Ágios Sérgios är en ort i Cypern.   Den ligger i distriktet Eparchía Ammochóstou, i den östra delen av landet, 50 km öster om huvudstaden Nicosia. Ágios Sérgios ligger 22 meter över havet och antalet invånare är 3 347. Den ligger på ön Cypern.
Terrängen runt Ágios Sérgios är platt. Havet är nära Ágios Sérgios åt nordost.  Närmaste större samhälle är Famagusta, 10,3 km sydost om Ágios Sérgios. 
Medelhavsklimat råder i trakten. Årsmedeltemperaturen i trakten är 22 °C. Den varmaste månaden är augusti, då medeltemperaturen är 33 °C, och den kallaste är januari, med 11 °C. Genomsnittlig årsnederbörd är 450 millimeter. Den regnigaste månaden är december, med i genomsnitt 99 mm nederbörd, och den torraste är augusti, med 1 mm nederbörd.